# Adolphe Cordier
Adolphe Cordier, nacido en Havay, Hainaut y fallecido en Mons en 1876 era un médico militar y periodista belga.

## Biografía
Colaboró principalmente en el periódico L'Organe de Mons.
Es conocido por su libro Histoire de l'Ordre maçonnique en Belgique sobre la masonería en Bélgica que criticó el autor Jean van Win.

## Obras
- Coup d'oeil sur le système pénitentiaire de l'armée et les réformes qui lui sont applicables, Anvers, 1866.
- Histoire de l'Ordre maçonnique en Belgique, Mons, 1854